# حزب الخضر الاجتماعي
حزب الخضر الاجتماعي حزب سياسي يمني ، تقدم للتسجيل في لجنة شئون الأحزاب 5 مارس 2000 و حصل على قرار التسجيل من لجنة شئون الأحزاب في 24 يوليو 2000 . الأمين العام للحزب عبد الولي محمد يحي البحر .

## العملية السياسية
- شارك في الانتخابات النيابية الثالثة 2003 ولم يحصل على أي مقعد وحصل على 2276صوت من إجمالي الأصوات الصحيحة البالغ عددها 5996049 وبنسبة 0.04%.